# 切爾尼吉夫卡 (諾維布格區)
47°34′40″N 32°44′13″E / 47.57778°N 32.73694°E
切爾尼吉夫卡（烏克蘭語：Чернігівка），是烏克蘭南部的村莊，隸屬尼古拉耶夫州的巴什坦卡區。該村面積1.34平方公里，海拔高度86米，2001年人口55，人口密度每平方公里41人。